# Rai Movie
Rai Movie, vorherige Namen RaiSat Cinema World (2003–2006) und RaiSat Cinema (1999–2003, 2006–2010) ist ein italienischer Fernsehkanal. Er wird vom öffentlich-rechtlichen Rundfunksender Rai veranstaltet und strahlt neben Rai 4 und Rai Premium nur Filme aus. 
Rai Movie sendet schwerpunktmäßig italienische Kinofilme, außerdem internationale Filmklassiker ebenso wie weniger bekannte Programmkino-Produktionen.
Im April 2019 kündigte die Rai-Geschäftsleitung an, dass Rai Movie ebenso wie Rai Premium zugunsten der neu formatierten Kanäle Rai 4 und Rai 6 geschlossen werden sollen, die sich besonders an ein männliches (Rai 4) beziehungsweise weibliches Publikum (Rai 6) richten werden. Die Ausstrahlung von Kinofilmen solle auf den Rai-Kanälen insgesamt durch die Schließung der beim Publikum nur mäßig erfolgreichen Spielfilmkanäle nicht reduziert, sondern lediglich anders verteilt werden.